# Peristylus subaphyllus
Peristylus subaphyllus là một loài thực vật có hoa trong họ Lan. Loài này được (Gagnep.) Seidenf. mô tả khoa học đầu tiên năm 1992.